# Giles Constable
Giles Constable (ur. 1 czerwca 1929 w Londynie, zm. 17 stycznia 2021 w Princeton) – amerykański i brytyjski historyk, mediewista.

## Życiorys
Był synem brytyjskiego historyka sztuki Williama George’a Constable. W 1950 ukończył studia na Uniwersytecie Harvarda, gdzie uzyskał doktorat w 1957. W latach 1955–1958 wykładał na Uniwersytecie w Iowa, 1958-1984 na Uniwersytecie Harvarda i w okresie 1966-1977 na Uniwersytecie Princeton. W latach 1977–1984 był dyrektorem Dumbarton Oaks Research Library w Waszyngtonie. Jego badania naukowe skupiały się na historii religijnej oraz kultury XI i XII wieku.

## Publikacje
- The Abbey of Cluny: A Collection of Essays to Mark the Eleven-Hundredth Anniversary Of Its Foundation (2010), ISBN 3-643-10777-3
- Three Treatises from Bec on the Nature of Monastic Life (2008), ISBN 1-4426-8942-0
- Cluny from The Tenth to the Twelfth Centuries: Further Studies (2000), ISBN 0-86078-815-6
- The Reformation of the Twelfth Century (1996), ISBN 0-521-30514-4
- Three Studies in Medieval Religious and Social Thought (1995), ISBN 0-585-03970-4
- Monks, Hermits, and Crusaders in Medieval Europe (1988), ISBN 0-86078-221-2
- Culture and Spirituality in Medieval Europe (1988), ISBN 0-86078-609-9
- Medieval Monasticism: A Select Bibliography (1976), ISBN 0-8020-2200-6
- Letters and Letter-Collections (1976), OCLC 4641316
- Monastic Tithes: From Their Origins to the Twelfth Century (1964), OCLC 21932950